# Fernando Mendes (Schauspieler)
Fernando Jorge Alves Mendes (* 9. März 1963 in Lissabon) ist ein portugiesischer Schauspieler und Fernsehmoderator.

## Werdegang
Mendes wurde als Sohn des Komödianten und Theaterschauspielers Vítor Mendes geboren. Er folgte beruflich seinem Vater und arbeitete überwiegend in komischen Rollen im Fernsehen, Theater und Kino.
Seit 2003 präsentiert er im Fernsehprogramm von RTP O Preço Certo, die portugiesische Adaption von The Price Is Right.